# 国民革命军第一〇七军
国民革命军第一百零七军，1948年由和平建国军孙良诚部改编。

## 历史
抗战时期，1942年5月冀察战区游击总指挥部总指挥孙良诚在曹县投靠汪精卫政府，所部改编为和平建國軍第二方面军，共计三万多人：
- 总司令孙良诚
- 参谋长甄纪印
- 总参议郭念基
- 第四军：军长赵云祥
  - 第三十八师师长潘自明
  - 第三十九师师长戴心宽
- 第五军：军长王清瀚
  - 第四十师师长王和民
  - 第四十一师师长宋荣馨
- 第三十七师师长孙玉田
- 特务团
- 教导团

不久，伪开封绥署主任刘郁芬调职，孙良诚继任开封绥署主任。部队驻定陶、曹县、濮阳、东明、考城一带。孙本人则率领总部八大处和特务团到开封就伪绥署主任职。孙良诚委派谷大江为绥署参谋长；乜廷宾为伪绥署卫队团团长；总参议郭念基为杞县地区指挥官，领兵驻通许、杞县一带，1944年孙良诚调任蘇北綏靖公署主任，移驻扬州。绥署下设苏北政务厅，政务厅辖民、财、建、教四大处，厅长谢卿云，管理苏北13县的行政事宜。
- 第四军赵云祥部驻防盐城。军部和直属部队驻城里，三十九师驻伍佑一带，四十师驻上冈一带。
- 第五军王清瀚部驻防阜宁、高邮。
- 第二方面军总部和三十八师驻泰州
- 特务团和骑兵团移驻扬州。
- 苏北原驻有和平救国军第九军（军长颜秀吾）仍驻泰州，拨归孙良诚指挥。
- 苏北各县伪军均调往苏南

抗战胜利後，孫良誠重归蒋介石的国民政府，被任命为国民革命军新编第二路軍总指揮。1945年11月11日，新编第2路军第1军军长赵云祥、该军第40师师长戴心宽，率该部1万余人在江苏盐城起义，改编为华中军区解放第4军，下辖两个师，复员老弱病残3000余人后还剩11843人；华中分局联络部长陈同生送来了陈毅军长的委任状，赵云祥为军长，吉洛(姬鹏飞)为军政委，戴心宽为副军长兼十一师师长，彭干清为十二师师长，薛尚实(苏北区党委城工部长)为军政治部主任。后新四军秘密委派赵云祥去扬州劝说孙良诚起义，陈毅委任戴心宽为代军长。1946年1月国民革命军第二十五军到扬州接防，2月孙良诚部移驻滁州听候点编。孙良诚总部直属部队和王清瀚的第五军余部编为暂编第五纵队，辖第10、第11总队。率部参加第二次国共内战。1946年夏改编为暂编第二十五师，辖第十二、十三两个旅，共4个团，驻守泗阳、宿迁、睢宁。1948年9月改编为国民革命军第一〇七军，全军扩大到一万人以上，隶属第一绥靖区
- 军长孙良诚（第一绥靖区副司令官兼）
- 副军长王清瀚
- 副军长兼该军驻南京办事处中将处长谢庆云
- 参谋长杜辅庭
  - 副官处处长郭士茂
- 政工处长蔡岱锋
- 第260师：师长王清瀚兼，张西铎任副师长；
  - 第778团 团长张西铎兼
- 第261师，师长孙玉田

1948年11月淮海战役第一阶段作战中，该军拨归第七兵团黄百韬指挥。孙良诚与黄是陆大特三期同学。11月10日上午,该军第二六一师孙玉田率部突然从双沟开到睢宁，师部驻城内天主堂，部队在城外。11月10日中午，黄百韬电令孙良诚主力进攻宿迁，解第六十三军陈章部在窑湾镇被围之急，孙良诚派第二六一师一个团前往睢宁东北二十五里的魏庄应付。11日孙良诚联系不上黄百韬，就请示徐州剿总，刘峙要其开回徐州，并派来十台大卡车到睢宁。孙良诚指示孙玉田师先开到双沟。孙良诚还派了第二六〇师一个营掩护和加强公路桥梁，距离睢宁以西十余里有一桥梁损坏,不能通过载重车辆。11月12日上午孙良诚率部离开睢宁前往徐州，12日下午15时,军前卫与华野二纵小股部队发生战斗，并发现西面有解放军部队向公路以北急进，有对107军包围模样。孙良诚感到当天无法赶到双沟，同时感到把部队和车辆长时间摆在公路上也不是办法，决定军部及第二六〇师第七七八团在公路南侧邢圩子宿营，第二六〇师也就地休息，准备与双沟镇第二六一师孙玉田联络后要该师派部队接应再向双沟突进。黄昏时，华东野战军第二纵队尾随其后攻击前进，第四师在右，第六师在左，第五师居中殿后，迅速包围107军军部和第260师于雎宁西北20余里邢圩子（今属岚山镇），军部教导团被歼灭。孙良诚到公路以北相距约七八里路的华野二纵五师师部，与方政委和共方代表周鎬谈判。孙良诚被迫在手条上写下“放下武器”四字并签名转交给在邢圩子的军参谋长杜辅廷，在邢圩子的士兵约两千人、官佐约三百余人缴械投诚。加上周边其他村子的部队，107军军部及261师总共五千八百人在13日中午前向解放军投诚。周镐对被俘军官集体讲话时说：“孙良诚不够朋友。我和他多次接洽起义，他犹豫不定，毫无诚意。这次他同意在睢宁起义，我们允许261师到睢宁集中。后来又失信,把部队开往徐州。昨晚最后商谈，他仍不肯起义，所以不能不要他放下武器……”
第二六〇师孙玉田部在孙良诚被迫投降时驻在双沟，得悉情况后即迳开徐州。11月14日，在郭集玫瑰山一带（今铜山县张集镇境内）先与江淮军区第34旅遭遇，战斗打响后，华野二纵第4师、中野十一纵第31旅的两个团赶到。战至15日凌晨，261师大部被消滅，师长孙玉田逃往徐州。